# Stéphane Lannoy

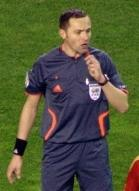
Stéphane Lannoy

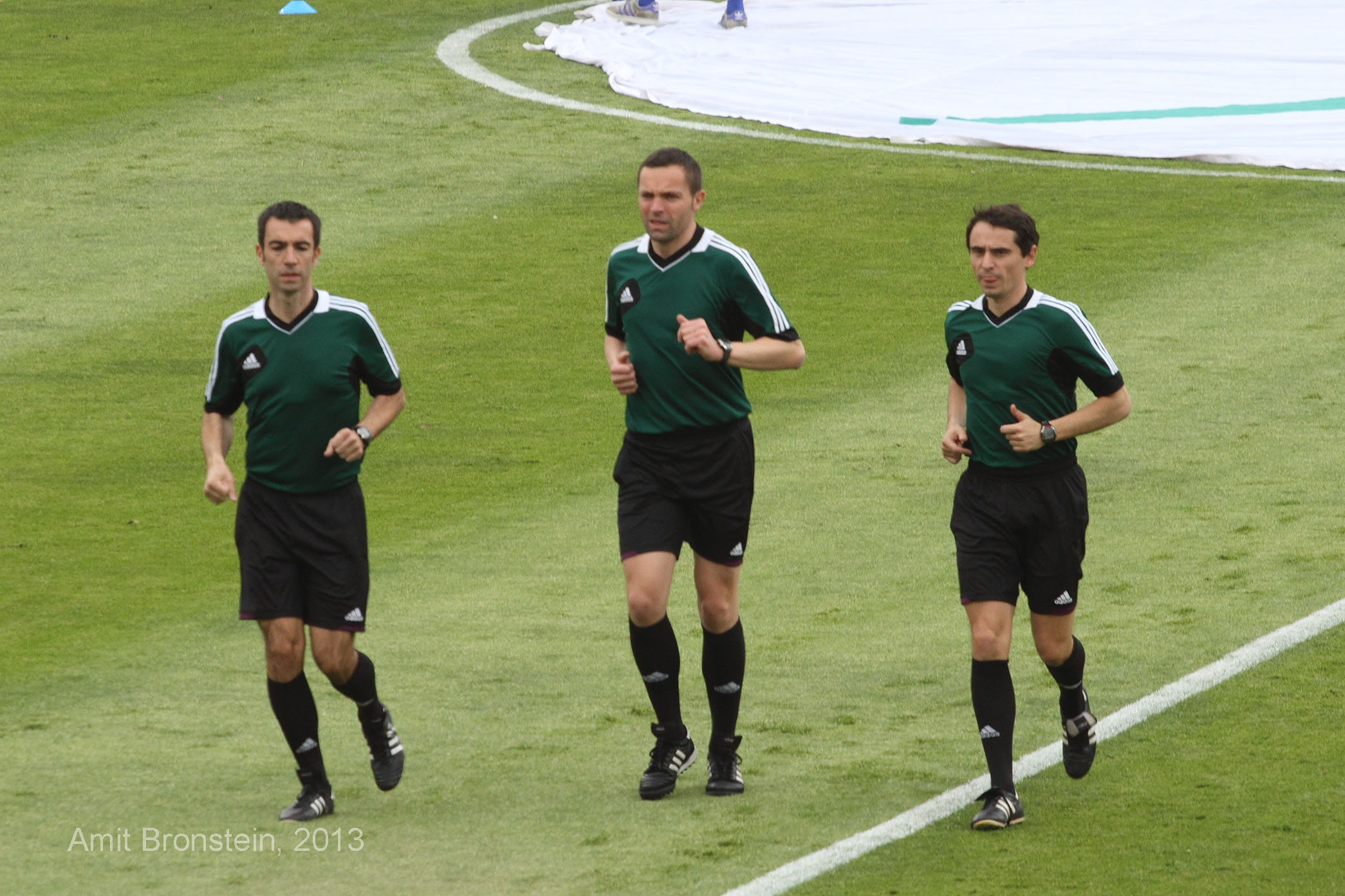
Stéphane Lannoy (Mitte) mit Frédéric Cano (rechts) und Michael Annonier (links) 2013

Stéphane Lannoy (* 18. September 1969 in Boulogne-sur-Mer, Frankreich) ist ein ehemaliger französischer Fußballschiedsrichter in der Ligue 1.

## Karriere
Stéphane Lannoy leitete ab 2003 Spiele in der Ligue 1. Er wurde von der UEFA als vierter Offizieller für die Fußball-Europameisterschaft 2008 nominiert. Für die Fußball-Weltmeisterschaft 2010 in Südafrika wurde Lannoy durch die FIFA berufen.
Im Dezember 2011 wurde Lannoy als einer von zwölf Schiedsrichtern für die Fußball-Europameisterschaft 2012 nominiert.

## Turniere
- Fußball-Weltmeisterschaft 2010 in Südafrika (2 Einsätze):

| Phase        | Datum         | Spielort     | Heimmannschaft | Gastmannschaft | Ergebnis  |
| ------------ | ------------- | ------------ | -------------- | -------------- | --------- |
| Gruppenphase | 14. Juni 2010 | Johannesburg | Niederlande    | Dänemark       | 2:0 (0:0) |
| Gruppenphase | 20. Juni 2010 | Johannesburg | Brasilien      | Elfenbeinküste | 3:1 (1:0) |

- Fußball-Europameisterschaft 2012 in Polen und der Ukraine (3 Einsätze):

| Phase        | Datum         | Spielort | Heimmannschaft | Gastmannschaft | Ergebnis  |
| ------------ | ------------- | -------- | -------------- | -------------- | --------- |
| Gruppenphase | 9. Juni 2012  | Lemberg  | Deutschland    | Portugal       | 1:0 (0:0) |
| Gruppenphase | 12. Juni 2012 | Breslau  | Griechenland   | Tschechien     | 1:2 (0:2) |
| Halbfinale   | 28. Juni 2012 | Warschau | Deutschland    | Italien        | 1:2 (0:2) |